# ハイランダー/最終戦士
『ハイランダー/最終戦士』（Highlander: Endgame）は、2000年に公開されたアメリカ映画。監督はダグラス・アーニオコスキー。映画、ハイランダーシリーズ4作目。
第1作である『ハイランダー 悪魔の戦士』（1986年）から『ハイランダー3/超戦士大決戦』（1994年）までコナー・マクラウドを演じたクリストファー・ランバートと、1992年に初放映されて6シーズン続いたサイドストーリーテレビドラマ『暗黒の戦士 ハイランダー』の主演 エイドリアン・ポールが役をそのままに共演した。劇中登場する「サンクチュアリ（聖域）」という不死の民が隠れ眠る場所や、監視人、最古の不死の者などのキャラクターはテレビシリーズにおける設定である。
スタント・コーディネーターはジョー・ダン。なお、出演しているドニー・イェンも自身のアクションシーンにおいて振り付けを担当した。VFX監修はアリソン・サヴィッチ。

## あらすじ
この世界には「不死の民」と呼ばれる戦士達がおり、その力を内包した者は非業の死を遂げることで不死者となり、首をはねられない限り永遠の時を生きる運命にあった。そして同族の首をはねた者は相手のパワーをその身に取り込むことができる。彼らは“究極の宝”を求めて未来の“集合の時”へ向けて戦い抜く宿命を背負っていた。
1555年、スコットランド、グレンコー。不死者として忌み嫌われ村から追放されたコナー・マクラウド（クリストファー・ランバート）は母親の元へと秘密裏に戻ったところを捕えられ、神父をはじめ村の人々によって母親を魔女だと火あぶりにかけられてしまう。燃え盛る炎のなか彼女を救出しようとするコナーだったが、間に合わず母の死を目の当たりにする。コナーの怒りは村の人々に向かい、神父や、以前は自分の友であり神父が息子のように可愛がっていたジャコブ・ケル（ブルース・ペイン）を殺害。しかし、その死によってジャコブはコナーへの復讐を誓う「不死の民」へと変貌したのだった。
現代のNY。養女として育ててきた娘レイチェルを殺されたコナーは、その首謀者がかつて自分によって「不死の民」となったジャコブであることを知る。ジャコブはいつの時代においてもコナーの愛する者を葬ることで復讐しているのである。
10年後。娘の死とともに姿を消したコナーを案じる同族のダンカン・マクラウド（エイドリアン・ポール）。ダンカンにとってコナーは、1625年スコットランドの戦場で「不死の民」と化した時からの師でありまた親友だった。そしてダンカンにも、1712年アイルランドの地で恋に落ち、彼女の力を見抜いた末わざと手にかけて同族としてしまったために、それ以来彼を憎むかつての妻ケイト（リサ・バービュシア）がいた。コナーの手掛かりを追ううちにジャコブとその一味に辿りついたダンカンは、そこでケイトと再会する。たくさんの同族の首をはね、力を増しているジャコブは自分の手下でさえも犠牲にしており、もはやコナーにもダンカンにも手に負えないほどの強大なパワーを蓄えていたのだった。

## キャスト
※括弧内は日本語吹替
- コナー・マクラウド（英語版） - クリストファー・ランバート（谷口節）
- ダンカン・マクラウド（英語版） - エイドリアン・ポール（家中宏）
- ジャコブ・ケル - ブルース・ペイン（若本規夫）
- ケイト/フェイス - リサ・バービュシア
- ジン・ケー - ドニー・イェン（二又一成）： 荊軻。
- メゾス - ピーター・ウィングフィールド（高宮俊介）： 五千歳の不死の民。
- ジョー・ドーソン（英語版） - ジム・バーンズ（沢木郁也）： コナー専属の監視人。
- マニー - ヴァーノン・リエタ
- ウィンストン - オリス・エルウェロ（天田益男）
- クラッカー・ボブ - イアン・ポール・キャシディ
- カルロス - デイモン・ダッシュ
- ヘザー・マクラウド - ビーティ・エドニー
- ラクラン - エッジ ： 1712年キルデアの盗賊。

## プロダクションノート
- 日本で発売されたDVD『ハイランダー/最終戦士』スペシャル・エディション[2]に特典映像として収録されたインタビューによると、エイドリアン・ポールは12年間武術を学んだうちの8年は中国武術の1つ洪家拳の修行をしており、マニー役であるヴァーノン・リエタは師匠にあたるという。そして、ソードアクションがメインであるこの映画では様々な時代の剣術が登場するため、メインキャストは10週前からリハーサルを重ね身体に覚えさせてから撮影に臨んだ。
- また、VFXチームが解説するデリートシーンによると、当初の脚本でドニー・イェン演じるジン・ケーは、首をはねられることで自分のパワーがジャコブに渡ることをよしとせず壁に刺した剣で自らの首を切ることになっており、頭部のダミーを使った撮影も行われたが、本編ではカットされた。